# Monoamino oxidasa
Las monoamino oxidasas (abreviatura MAO) son enzimas que catalizan la oxidación de monoaminas y la degradación de neurotransmisores aminas (serotonina, noradrenalina, dopamina). Se encuentran unidas a la membrana externa de la mitocondria en la mayoría de los tipos celulares del organismo. La enzima fue descubierta por Mary Bernheim en el hígado y recibió el nombre de tiramina oxidasa (T O).

## Localización de la MAO-A y la MAO-B
En humanos existen dos tipos de MAO: MAO-A  y MAO-B.  
- Ambas se encuentran tanto en neuronas como en la astroglía.
- Fuera del sistema nervioso central: 
  - MAO-A también se encuentra en el hígado, tracto gastrointestinal y la placenta.
  - MAO-B se encuentra mayormente en la sangre y las plaquetas

## Función
La monoamino oxidasa cataliza la desaminación oxidativa de las monoaminas. Se utiliza el oxígeno para eliminar un grupo amino de una molécula, resultando el correspondiente aldehído y amonio. La forma general de la reacción catalizada (R significa un radical o grupo cualquiera) es:
```
     H                      H
   R-C-
NH
2
 + O
2
 + H
2
O  →  R-C=
O
 + NH
3
 + H
2
O
2
 
     H
```

La monoamino oxidasa tiene unido de forma covalente el cofactor FAD

## Especialidades de subtipo
La MAO-A es particularmente importante en el catabolismo de monoaminas ingeridas con el alimento. Ambas MAOs son también vitales para la inactivación de los neurotransmisores monoaminérgicos, para los cuales muestra diversas especialidades.
- La serotonina, norepinefrina (noradrenalina), y epinefrina (adrenalina) son degradadas en su mayoría por la MAO-A.
- La feniletilamina es degradada por la MAO-B.
- Ambas degradan la dopamina.

## Afecciones producidas por disfunciones de la MAO
Debido al papel clave que las MAOs desempeñan en la inactivación de los neurotransmisores, las disfunciones de la MAO (por exceso o defecto de actividad) se piensa que es responsable de algunos trastornos neurológicos. Por ejemplo, se ha asociado a niveles inusualmente altos o bajos de las MAO en el organismo a la depresión, abuso de substancias, trastorno por déficit de atención y madurez sexual irregular. Los IMAOs (Inhibidores de la Monoamino oxidasa) son uno de los más importantes tipos de medicamentos prescritos para el tratamiento de la depresión, aunque son un tratamiento de última línea debido al riesgo de la interacción del medicamento con la dieta u otros fármacos. Niveles excesivos de catecolaminas, epinefrina, norepinefrina y dopamina pueden conducir a una crisis hipertensiva y a niveles excesivos de serotonina que pueden conducir a su vez a un síndrome serotoninérgico.
Las investigaciones en Tromboembolia pulmonar han puesto en evidencia que la MAO disminuye fuertemente con el uso de cigarrillos de tabaco.

## Genética
Los genes que codifican las MAO A y B están localizados uno al lado del otro en el brazo corto del cromosoma X y tienen aproximadamente un 70% de similitud de secuencia. Las raras mutaciones del gen se han asociado con el síndrome de Brunner. Un estudio publicado en Science en agosto de 2002 concluyó que los niños maltratados con un polimorfismo de baja actividad en la región promotora del gen MAO-A tenían un mayor número de probabilidades de desarrollar trastornos por conducta antisocial de la conducta que los niños maltratados con la variante de alta actividad. El mecanismo que se ha sugerido para explicar este efecto es la capacidad disminuida de aquellos que tienen la variante de baja actividad para degradar rápidamente la norepinefrina, el neurotransmisor sináptico implicado en la respuesta simpática y la ira. Esto se alega para apoyar directamente la idea de que la susceptibilidad genética a las enfermedades no está determinada por nacimiento, pero varía con la exposición a las influencias ambientales.
La investigación también descubrió un posible vínculo entre la predisposición a la neofilia y un genotipo del gen MAO-A.
En 2006, un investigador neozelandés, el Dr. Rod Lea, dijo que una variante particular (o genotipo) estaba sobrerrepresentada en los maoríes, un «gen guerrero». Esto apoyaba los primeros estudios que encontraron diferentes proporciones de variantes entre los diferentes grupos étnicos. Este es el caso de muchas variantes genéticas, siendo las proporciones encontradas de la variante de  promotor de baja actividad de la MAO-A de un 33% en la población caucasoide-no latina y un 61% en los habitantes pacífico-asiáticos.